# 斯氏华珊瑚蛇
斯氏华珊瑚蛇（学名：Sinomicrurus swinhoei）一种分布于台湾的毒蛇，隶属于眼镜蛇科华珊瑚蛇属（带纹赤蛇属）。种小名取自英国博物学家罗伯特·斯文豪的姓氏。
本种曾被视为中华珊瑚蛇（Sinomicrurus macclellandi）台湾亚种，2021年提升为种级。

## 描述
斯氏华珊瑚蛇是一种相对较小的蛇：雄性体长（SVL）19—48 cm（7.5—18.9英寸），雌性体长（SVL）19—51 cm（7.5—20.1英寸）。尾长为体长的10-16%。有一些资料记载其最大全长（包括尾长）可达98 cm（39英寸）。背鳞通体13行，雌性有223—239枚腹鳞，雄性为207—221枚；雌性有32—36枚尾下鳞，雄性尾36—41枚。
有13个背鳞行，雌性有223-239个腹鳞，雄性有207-221个，雌性有32-36个尾下鳞片，雄性有36-41个。颞鳞1+1。头部背部底色为棕黑色至黑色，有横跨眼睛后部的奶油色至白色宽带。头腹部为白色至浅灰色。吻端泛白。身体和尾巴背侧为红色至锈褐色，鳞片上散布深棕色或黑色斑点。有一系列狭窄的、黑色的、浅边的横带，在体侧可能不完整。腹侧颜色为奶油色至浅灰色，黑色不规则图案。

## 毒液
斯氏华珊瑚蛇有剧毒。虽然它没有攻击性，很少有关于其攻击的报告，但它的毒液可能危及生命。

## 繁殖
卵生，每年夏季产卵4-14枚。

## 保护
本种于2023年被收录入《有重要生态、科学、社会价值的陆生野生动物名录》。